# Сила оружия
«Сила оружия» (англ. Force of Arms) — американский романтический военно-драматический фильм 1951 года, снятый режиссёром Майклом Кёртисом по рассказу Ричарда Трегаскиса.

## Сюжет
Вторая мировая война. В конце 1943 года в ходе продолжающейся Итальянской кампании союзные войска были остановлены немцами в труднопроходимой горной местности Южной Италии. После долгих и тяжёлых боёв в битве при Сан-Пьетро Инфине 36 пехотная дивизия, понёсшая большие потери в личном составе, получает заслуженный пятидневный отдых. На кладбище американских солдат сержант Джо Питерсон знакомится с лейтенантом почтовой службы из женского армейского корпуса Элеонорой Маккей. За боевые заслуги сержанту Джо присваивают звание лейтенанта. Отправившись на почту, лейтенант Джо снова сталкивается с Элеонорой и приглашает её в ресторан. Несмотря на неприступность Элеоноры, которая не хочет терять на войне очередного мужчину, у них завязывается роман. При выполнении боевого задания у Сан-Пьетро, думая о свой возлюбленной, Джо Питерсон проявляет осторожность. В результате чего погибают сослуживцы Джо, включая его друга и командира — майора Блэкфорда, который находился в головном «Шермане».
Джо попадает в госпиталь, где его навещает возлюбленная Элли. Он винит себя за произошедшее на задании, но появление возлюбленной немного успокаивает его. Вскоре Джо и Элли заключают брачный союз. Из-за неутихающего чувства вины перед своими погибшими сослуживцами Джо отказывается от перевода в отдел запаса и возвращается в своё подразделение. Через несколько месяцев Элли узнаёт о своей беременности. Она отказывается возвращаться на родину, не повидав Джо, с которым у неё назначена встреча в Риме. Элли узнаёт о том, что взвод, которым командовал Джо, находясь на боевом задании в небольшом итальянском городке, попадает в немецкое окружение. Элли не теряет надежды и ведёт поиски пропавшего мужа. В освобождённом Риме она находит Джо, который несколько месяцев вместе с другими американскими военными находился в немецкой плену и считался пропавшим без вести.    

## В ролях
- Уильям Холден — сержант / лейтенант Джо «Пит» Питерсон
- Нэнси Олсон — лейтенант Элеонора «Элли» Маккей
- Фрэнк Лавджой — майор Блэкфорд
- Джин Эванс — сержант «Мак» Макфи
- Дик Вессон — Кляйнер
- Пол Пичерни — Шеридан
- Кэтрин Уоррен — майор Уолдрон
- Росс Форд — Хукер
- Рон Хагерти — Минто

В титрах не указаны
- Арджентина Брунетти[англ.] — сеньора Мадувалли
- Филип Кэри — сержант военной полиции Фред Миллер
- Дуглас Эванс[англ.] — полковник Трейлл
- Дон Гордон[англ.] — сержант Уэббер
- Генри Калки[англ.] — сержант Райзер
- Грендон Родс[англ.] — армейский доктор
- Сюзанн Риджуэй — девушка у Маммы Миа

## Съёмочная группа
- Режиссёр: Майкл Кёртис
- Продюсер: Энтони Вейллер
- Сценарист: Орин Дженнингс
- Оператор: Тед Д. Маккорд
- Композитор: Макс Стайнер